# Das Unbewusste
Als Unbewusstes wird das philosophische und humanwissenschaftliche Konstrukt bezeichnet, dass menschliches Denken, Fühlen und Handeln nicht nur von bewussten Entscheidungen und Vorgängen bestimmt wird, sondern ebenso von intuitiven Strebungen, Triebimpulsen, Strukturen oder Konflikten, die dem Bewusstsein, zeitweise oder grundsätzlich, verborgen sind und somit nicht von ihm kontrolliert werden können. Dieses um die Jahrhundertwende vom 19. zum 20. Jahrhundert vor allem von der Psychoanalyse vertretene Paradigma wurde von Sigmund Freud nach den Paradigmenwechseln durch Kopernikus und Darwin als die dritte der Kränkungen der Menschheit bezeichnet.
Die Bezeichnung Unbewusstes oder das Unbewusste ist aus der Philosophie entlehnt und in der epistemologischen Vorstellung Immanuel Kants verankert, nach der die physische Realität („Außenwelt“) für den Menschen nur indirekt erkennbar sei, nämlich in der Form, in der sie dem Bewusstsein durch die Vermittlung der Sinne erscheint. Diese Vorstellung wurde mit dem Gedanken einer unbewusst bleibenden Psyche auf die Erkenntnismöglichkeiten der Introspektion, im Sinne einer Wahrnehmung der Prozesse der menschlichen Psyche („Innenwelt“), übertragen und mit der Metapher umschrieben, das Bewusste sei lediglich eine Insel, die aus dem Meer des unbewusst bleibenden Seelischen herausrage. Der Begriff wurde in der Philosophie erstmals 1800 in System des transzendentalen Idealismus von Friedrich Wilhelm Joseph Schelling eingeführt. Einige wenige frühere Belege für den Begriff Unbewußtseyn finden sich im Werk des deutschen Arztes und Philosophen Ernst Platner aus dem 18. Jahrhundert.
Für die Psychoanalyse, die Tiefenpsychologie und daran anknüpfende Wissenschaftsrichtungen gilt die Vorstellung, dass es wirksame und dennoch unbemerkt verlaufende psychische Prozesse gibt, als paradigmatische Grundannahme im Bereich des Individuellen wie in Kultur und Gesellschaft. Für die empirisch orientierte Psychologie und speziell den Behaviorismus gilt Unbewusstes demgegenüber epistemologisch als nicht betrachtungsfähig, da es sich dem experimentellen Zugriff entzieht. Sowohl historisch als auch aus der Perspektive der verschiedenen philosophischen, psychologischen, soziologischen und kulturwissenschaftlichen Perspektiven finden sich weitere Differenzierungen in Verständnis und Darstellung des Unbewussten bzw. unbewusster Vorgänge.

## Begriffsgeschichte vor der Psychoanalyse
Eine frühe Vorstellung eines unbewussten Teils der menschlichen Seele findet sich in der Spätantike bei Augustinus von Hippo (354–430), der davon ausging, dass es einen Bereich im menschlichen Geist gebe, der dem Bewusstsein verborgen bliebe, aber dennoch stetig präsent sei. Als Abditum mentis („Versteck des Geistes“ oder „das Verborgene des Geistes“) bezeichnete Augustinus jenen unbewussten Bereich des menschlichen Geistes, dessen Inhalt ein apriorisches Wissen sei, welches als Grundlage des Denkens und jeder Erkenntnis diene. Dieses Unbewusste könne durch Denken ins Bewusstsein gehoben werden.
Der Begriff findet sich im Deutschen Wörterbuch der Brüder Grimm mit der Angabe verschiedener Schreibweisen wie unbewuszt, unbewist, unbewost, unbewüst. Es werden verschiedene literarische Sprachbedeutungen belegt, wie nicht bewusst, nicht wissend, ahnungslos, unfreiwillig, sinnlos, bewusstlos, ohne tieferes Nachdenken, nicht erinnerlich, unschuldig, harmlos, unwillkürlich, absichtlos, zufällig, automatisch, von selbst. Der Begriff habe, so die Herausgeber, seine Fülle und Reife durch die Denkarbeit zweier Jahrhunderte der Dichtung und Literatursprache empfangen. Erwähnt werden so unterschiedliche Autoren wie Martin Luther, William Shakespeare, Immanuel Kant, Friedrich Schleiermacher, Friedrich Schlegel, Heinrich von Kleist, Friedrich Wilhelm Joseph Schelling, Richard Wagner, Eduard von Hartmann, Rudolf Eisler und Hermann von Helmholtz. Dort findet sich auch der Hinweis auf eine erste Fassung des Gedichts An den Mond von Johann Wolfgang von Goethe mit der letzten Strophe: „Selig, wer genießt, / Was dem Menschen Unbewusst / Oder wohl veracht‘ / Durch das Labyrinth der Brust / Wandelt in der Nacht.“ In den späteren Fassungen ersetzte Goethe diese Zeilen durch „Was, von Menschen nicht gewusst / Oder nicht bedacht.“
Der Begriff fand im literarischen und künstlerischen Bereich Verwendung, etwa bei Jean Paul

„Das Mächtigste im Dichter, welches seinen Werken die gute und die böse Seele einbläset, ist gerade das Unbewußte. (…) Wenn man die Kühnheit hat, über das Unbewußte und Unergründliche zu sprechen: so kann man nur dessen Dasein, nicht dessen Tiefe bestimmen wollen.“

An die romantische Tradition der Medizin und Naturphilosophie anknüpfend bestimmte Carl Gustav Carus 1846 das menschliche Seelenleben durch ein bewusstseinfähiges und ein bewusstseinunfähiges Unbewusstes. An Friedrich Wilhelm Joseph Schelling und Arthur Schopenhauer anknüpfend unterschied Eduard von Hartmann in seiner Philosophie des Unbewussten (1869) zwischen einem absoluten (kosmologischen) Unbewussten und einem relativen (psychischen) Unbewussten. Im Hinblick auf den kosmischen Prozess ging er von einer Bewusstwerdung des metaphysischen, absoluten Unbewussten aus als einem kosmischen Prozess, während sich das psychische Unbewusste naturgesetzlich im Bewusstsein auswirke.
Wie später in der Psychoanalyse so ist schon bei dem Philosophen und Psychologen Theodor Lipps das Unbewusste das eigentlich real Psychische. Ebenfalls vertritt auch er schon die Vorstellung einer Dynamik unbewusster Prozesse und unterscheidet zwischen verschiedenen Graden der Bewusstseinsfähigkeit des Unbewussten sowie zwischen ihrem Wesen nach völlig unbekannt bleibenden seelischen Erregungszuständen und solche, die als Repräsentanzen ins Bewusstsein treten.
Eduard von Hartmann differenzierte den Begriff in den verschiedenen Bereichen der Leiblichkeit, im Gefühl, in Charakter und Sittlichkeit, im ästhetischen Urteil und in der künstlerischen Produktion, in der Entstehung der Sprache, im Denken, in der Entstehung der sinnlichen Wahrnehmung, in der Mystik, in der Geschichte sowie in der Physiologie des Nervenzentrums.
Johann Gottlieb Fichte, Arthur Schopenhauer, Friedrich Nietzsche und einige weitere Philosophen verbindet die Vorstellung, dass der größere Teil psychischer Aktivitäten unbewusst verlaufe. Zitat Nietzsche: 

„Denn nochmals gesagt: der Mensch, wie jedes lebende Geschöpf, denkt immerfort, aber weiß es nicht. das bewußt werdende Denken ist nur der kleinste Teil: – denn allein dieses bewußte Denken geschieht in Worten, das heißt in Mitteilungszeichen, womit sich die Herkunft des Bewußtseins selber aufdeckt.“

Rudolf Eisler macht darauf aufmerksam, dass sowohl bei den Anhängern als auch den Gegnern der Lehre von den unbewussten psychischen Vorgängen nicht immer klar sei, ob das Unbewusste im Sinne des Nicht-Apperzipierten, Nicht-Reflexionsmäßigen oder das absolut Unbewusste gemeint sei.

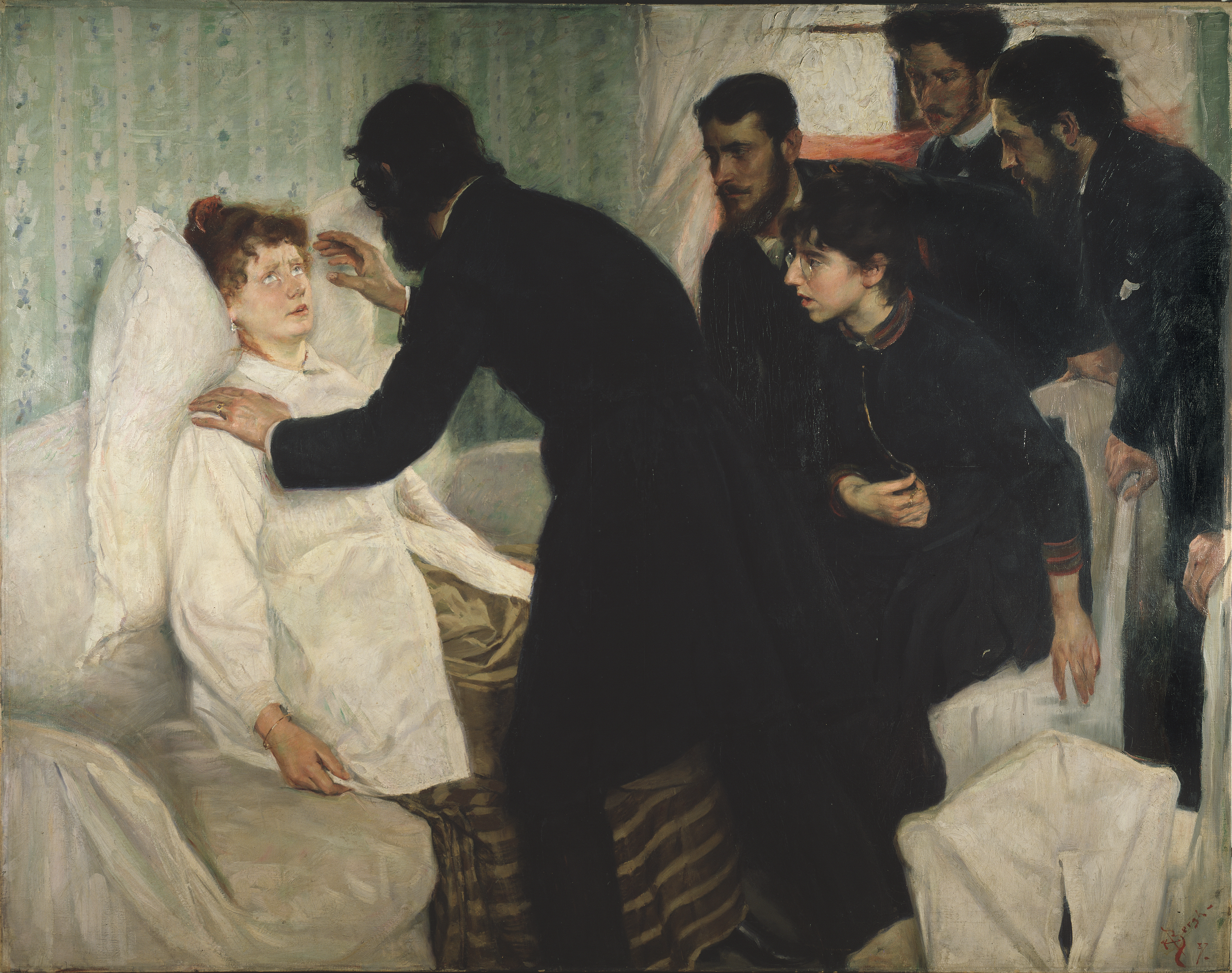
Hypnotische Séance, Gemälde von Richard Bergh, 1887

In Bezug auf therapeutische Implikationen zeigt die historische und anthropologische Forschung, dass bereits in archaischen Gesellschaften Methoden (teilweise auch zur Behandlung psychischer Störungen) angewendet wurden, in denen Suggestion, also die Beeinflussung vor- oder unbewusster Prozesse, eine entscheidende Rolle spielt. Beispiele dafür sind etwa der Schamanismus, der Exorzismus, „Geistiges Heilen“ und religiöse Riten.
- Der deutsche Arzt Franz Anton Mesmer, Begründer des Animalischen Magnetismus, ging, wie die Heiler der außereuropäischen Kulturen, von unbewussten heilenden Kräften aus (magnetische Ströme, Fluidum, Rapport), die der Arzt im Patienten wieder anregen könne. Diese Kräfte nannte er – in Analogie zu den zeitgenössischen Entdeckungen auf dem Gebiet der Elektrizität – animalischen Magnetismus.
- Sein Schüler, der französische Artillerieoffizier Marquis de Puységur, entwickelte Mesmers Behandlungsform weiter zur Verabreichung eines sogenannten „magnetischen Schlafes“ bzw. der „magnetischen Hypnose“.
- Der französische Neurologe Jean-Martin Charcot untersuchte am Hôpital Salpêtrière in Paris die „traumatischen Lähmungen“ und erkannte mit Hilfe der Hypnose, dass ihnen keine organischen Störungen zugrunde liegen können, weil sie sich durch hypnotische Suggestion beheben ließen.
- Der französische Philosoph, Arzt und Psychotherapeut Pierre Janet, Begründer der dynamischen Psychiatrie, prägte den Begriff des Unterbewusstseins gegenüber dem des Bewusstseins.

## Begriffsverwendung innerhalb der Psychoanalyse

### Sigmund Freud
Die Existenz unbewusster Prozesse ist eine der Grundannahmen Freuds, die kennzeichnend für seine Überlegungen und Untersuchungen in unterschiedlichen Bereichen waren. Mithilfe dieses Konstruktes suchte er Phänomene des Seelischen zu verstehen und zu erklären, die bislang als unsinnig, unverständlich oder wissenschaftlich nicht betrachtenswert angesehen wurden. Er exemplifizierte diese Grundannahme an Alltagsphänomenen wie den Fehlleistungen, zu dem auch der nach ihm benannte Freudsche Versprecher zählt, dem Witz, der Traumdeutung und an der Erforschung der neurotischen und anderen Störungen des Psychischen.
In seiner 1900 veröffentlichten Traumdeutung definierte Freud:

„Das Unbewußte ist das eigentlich reale Psychische, uns nach seiner inneren Natur so unbekannt wie das Reale der Außenwelt und uns durch die Daten des Bewußtseins ebenso unvollständig gegeben wie die Außenwelt durch die Angaben unserer Sinnesorgane.“

In der zusammenfassenden Schrift „Das Unbewusste“ nennt Freud zur Unterstützung der These eines unbewussten psychischen Zustandes, dass das Bewusstsein in jedem Moment nur einen geringen Inhalt umfasse, so dass auch der größte Teil dessen, wovon der Mensch eine bewusste Kenntnis habe, stets latent sei, sofern man auch die gerade nicht präsenten Erinnerungen dem Psychischen zuordne.
Freud ging einerseits davon aus, dass es seelische Prozesse gibt, die im Wesentlichen unbewusst sind und bleiben. Andererseits entwickelte er ein dynamisches Modell, in dem er darstellte, dass das Seelische Mechanismen kennt, mit denen unangenehme, vom Ich oder von der Gesellschaft nicht erwünschte oder unerträgliche Gedanken, Empfindungen und Impulse ins Unbewusste verdrängt werden können. Freud selbst konstatierte, dass er die Worte bewusst und unbewusst mal im deskriptiven Sinne gebrauche, mal im systematischen. In einem topischen Modell unterschied er zwischen drei Systemen, für die er Abkürzungen vorschlug, die innerhalb der Psychoanalyse bis heute gebraucht werden: Bw für Bewusstsein, Ubw für das Unbewusste und Vbw für das Vorbewusste. Er betont, dass diese Topik sich auf verschiedene Regionen des Psychischen beziehe und nicht auf anatomische Örtlichkeiten.
- Das System Ubw beinhaltet zum einen Seelentätigkeiten, die grundsätzlich nicht bewusstseinsfähig sind, zum anderen solche, die ins Ubw verdrängt wurden, und jene, die nur derzeit nicht vom Bewusstsein wahrgenommen werden. Kennzeichnend für das Ubw sind die ungehemmte Vorherrschaft des Lustprinzips und die Primärprozesshaftigkeit als prälogische Denk- bzw. Funktionsweise: Die äußere Realität ist durch eine rein psychische ersetzt, Ereignisse sind nicht zeitlich und räumlich geordnet, Gegensätze können aufgehoben sein, Personen und Inhalte verschoben oder verdichtet.

Es gibt keine Negation, keine Zweifel, keine Abstufungen, dafür aber eine große Beweglichkeit der libidinösen Besetzungen. Der Kern des Ubw besteht aus Triebrepräsentanzen, die ihre Besetzung abführen wollen und Zugang zum bewussten Handlungsapparat suchen. Dazu müssen sie die Zensur überwinden, die darüber entscheidet, ob sie über das Vbw als Wunschregungen bis ins Bewusstsein gelangen oder im Unbewussten verbleiben.
- Das System Vbw besteht aus Inhalten, die zwar derzeit nicht bewusst sind, aber jederzeit ins Bewusstsein treten oder geholt werden können. Seine Funktionsweise ist nicht mehr primärprozesshaft, sondern schließt das Realitätsprinzip eine, wie man es auch man bei bewussten Denk- und Entscheidungsprozessen beobachten kann. Es umfasst daher alles, was aktiv erinnert werden kann. Die Verdrängung sieht Freud als einen Vorgang an, der sich im Wesentlichen an der Grenze zwischen Ubw und Vbw vollzieht.
- Mit dem System Bw bezeichnete Freud denjenigen Teil der Psyche, der sich im subjektiven Erleben bewusst abspielt und vom Ich als eigene Gedanken, Empfindungen, Gefühle, Wahrnehmungen und Erinnerungen bewusst introspektiv wahrgenommen wird. Es bildet den Kern des Ichs und hat Zugang zum Handlungsapparat. Es bezeichnet den jeweils aktuellen Teil menschlichen Erlebens. Die Funktionsweise des Bewusstseins, die die äußere Realität, moralische Werte, die Folgen eigenen Handelns etc. einbezieht, wird auch als Sekundärprozess bezeichnet.[15]

Die Dynamik zwischen bewussten und unbewussten seelischen Vorgängen sind in den Schriften Freuds gleichermaßen in den Schilderungen seiner psychoanalytischen Behandlungen, der Neurosenlehre, der Kulturpsychologie und in der Metapsychologie von Bedeutung. Aufgabe der Psychoanalyse als Behandlungsmethode sei es, „Methoden zu entwickeln, die dazu in der Lage sind, die Verzerrungen und Auslassungen, die die wahre Natur der Seele verdecken (so weit wie möglich) aufzudecken.“ Das Ziel der Psychoanalyse als Grundlagenwissenschaft sei es, das Verständnis der „Verdunklungsmechanismen“ und ihres Zweckes für das seelische Funktionieren aufzudecken. Freud selbst erkannte die Paradoxie dieses Vorhabens und seine Begrenztheit durch die Tatsache, dass alles Wahrgenommene mit der sprachlichen Formulierung zugleich einer Veränderung unterliegt, so dass das real Psychische wie der latente Traum stets unerkennbar bleibe.

#### Es, Ich und Über-Ich
Freud kombinierte später die drei oben genannten Bereiche (bewusst, vorbewusst und unbewusst) seines ursprünglichen Seelenmodells mit einem weiteren, jedoch nicht ganz deckungsgleichen Strukturmodell der Psyche, das drei psychische „Instanzen“ unterscheidet: Es, Ich und Über-Ich. In diesem Modell der Psyche ist das Unbewusste weitgehend – jedoch nicht ganz – identisch mit dem Es, dem Bereich der natürlichen, das heißt im Erbgut eingespeicherten, angeborenen Triebe und Instinkte. Das Über-Ich im Gegensatz zu diesen demnach artspezifischen Inhalten der Psyche gilt als die internalisierte Elternautorität, der Sitz von Erfahrungen, die die Individuen ab ihrer Geburt selbst erwerben beziehungsweise die mittels Prägung in die dafür zuständige psychische Instanz verinnerlicht werden. Hierbei unterscheidet Freud diese Erfahrungen prinzipiell nach zwei Richtungen: a) solche, die die Instinkte und respektive das Es erweitern, ohne mit ihm in einen Konflikt zu geraten. Und b) umgekehrt jene Erfahrungen, die den Instinkten zuwiderlaufen, sodass das Es mit vielen seiner Inhalte schließlich ins Unbewusste verdrängt werden kann, vor allem der Ideale, der Moral und des Gewissens.
Das Ich ist vor allem die Instanz des Bewusstseins und kann sich reflektierend sowohl mit seinen eigenen Inhalten als auch denen der beiden anderen psychischen Instanzen befassen und gegebenenfalls – sollte ein Konflikt bestehen [siehe b)] – zwischen ihnen vermitteln. Darüber hinaus ist das Ich die Instanz, in der die Entscheidung über einen von Freud im Vorbewusstsein vermuteten Abwehrmechanismus gefällt wird. Dieser Abwehrmechanismus richtet sich gegen die Inhalte des Es, das eine Reihe angeborener Grundbedürfnisse beinhaltet. Die Abwehr kann bis zur vollständigen Verdrängung dieser Bedürfnisse ins Unbewusste führen, begleitet von ihrer Frustration und unter Umständen neurotischem Leiden. So ist es eines der Hauptanliegen der psychoanalytischen Behandlung, diese verdrängten Inhalte nach und nach wieder bewusst zu machen und es somit zu ermöglichen, die einmal gegen sie gefällte Entscheidung zu revidieren. Als Neurologe sah Freud die Bedürfnisse des Es, welche auch die psychische Energie (Libido) des Individuums lieferten, als somatisch, das heißt körperlich bedingt an und war bemüht, seine psychologischen Thesen mittels Befunden aus der biologischen Forschung abzusichern.

#### Unbewusstes und Neurose
Das Hauptanliegen der Psychoanalyse nach Freud ist die Aufhebung der zwischenmenschlichen Illusionen und die Wiederbewusstmachung jener psychischen Inhalte, die aufgrund von sittlicher Erziehung und/oder erlittener Traumata in das Unbewusste verdrängt wurden. Damit einher geht nach Freud die Behebung des mit der Verdrängung verbundenen neurotischen Leidens und der sinnlosen Destruktivität des Wiederholungszwangs. Denn das Verdrängte wirkt im Unbewussten unsichtbar weiter und führt so zu unerwünschtem Verhalten, zwischenmenschlichen Beziehungsstörungen und psychischem Leiden. Erst durch eine Bewusstmachung des Verdrängten vermag der Mensch sich von der Macht seines Unbewussten zu befreien. Das Ziel der Psychoanalyse fasste Freud deshalb in dem bekannt gewordenen Schlagwort zusammen: „Wo Es war, soll Ich werden.“ In einer anderen berühmten Formulierung geht es nach Freud in der Psychoanalyse darum, den Menschen zu unterstützen, „Herr im eigenen Hause zu werden“. Eine herausragende Rolle hierbei schrieb er der psychoanalytischen Traumdeutung zu. Das Unbewusste selbst stellt einen natürlichen Bestandteil der psychischen Organisation dar und ist insofern von den pathologischen Formen der Verdrängung zu unterscheiden.

### Carl Gustav Jung
Die von Carl Gustav Jung begründete „analytische Psychologie“ weist teilweise ähnliche Grundannahmen, Methoden und Ziele wie die Freud’sche Psychoanalyse auf. Beide suchen die Möglichkeit der (Wieder-)Bewusstwerdung unbewusster Inhalte in der tiefenpsychologischen Therapie bzw. allgemein in der Persönlichkeitsentwicklung. Bei beiden ist der Traum eine wesentliche Brücke zum Unbewussten. Neben der nach Freud sehr wichtigen Arbeit des „Aufdeckens“ unbewusster Antriebe und Vorstellungen ist es nach Jung von zentraler Bedeutung, in der Therapie (einschließlich Traum-Analyse) die Herausbildung einer dialogischen Beziehung zum Unbewussten zu fördern, sodass dieses als schöpferische Quelle neuer Möglichkeiten und Einsichten zum Tragen kommt: „So wie bewußte Inhalte in das Unbewußte verschwinden können, so können auch Inhalte aus dem Unbewußten aufsteigen. Neben einer Mehrzahl von bloßen Erinnerungen können auch wirklich neue Gedanken und schöpferische Ideen zum Vorschein kommen, die nie zuvor bewußt waren. Sie wachsen aus den dunklen Tiefen wie ein Lotus und bilden einen wichtigen Teil der subliminalen Psyche.“ So strebe das Unbewusste nach Bewusstwerdung im Menschen: „Ein Symbol verschleiert nicht, es enthüllt zur rechten Zeit“; und es sei Aufgabe der Traumdeutung, dass „die Botschaft des Traumes, das heißt der unbewußte Beitrag zu der eigentlichen bewußten Situation, so genau wie möglich verstanden wird“, wozu der persönliche wie auch der archetypische Kontext der Traumbilder zu untersuchen sei.

C.G. Jung unterschied in seiner Theorie zwei Schichten des Unbewussten: 

„Während das persönliche Unbewußte wesentlich aus Inhalten besteht, die zu einer Zeit bewußt waren, aus dem Bewußtsein jedoch entschwunden sind, indem sie entweder vergessen oder verdrängt wurden, waren die Inhalte des kollektiven Unbewussten nie im Bewußtsein und wurden somit nie individuell erworben, sondern verdanken ihr Dasein ausschließlich der Vererbung.“

 Jung bezeichnet also mit dem kollektiven Unbewussten primär Unbewusstes nicht-individueller Herkunft, mit dem persönlichen Unbewussten sekundär Unbewusstes individueller Herkunft. Wobei er auch das „Vorbewusste“, also leicht bewusstseinsfähige, aber verdrängte, also Wünsche und Ähnliches, dem persönlichen Unbewussten zuteilte. Im Gegensatz zum kollektiven Unbewussten sei das persönliche weitgehend vollständig bewusstseinsfähig: „Das persönliche Unbewußte ist etwas sehr Relatives; sein Bereich kann reduziert und schließlich so gering werden, daß er sich dem Nullpunkt nähert.“

#### Komplexe im Unbewussten
Jungs Vorstellungen vom Unbewussten entwickelten sich zunächst vor allem aufgrund seiner Assoziationsexperimente in der psychiatrischen Praxis: Auffällige Reaktionen auf bestimmte Reizwörter führten ihn zur Annahme dahinterstehender „Komplexe“ im Unbewussten. Aufbauend auf Experimente von Wilhelm Wundt und anderen, hatte Jung das von ihm so genannte „Assoziationsexperiment“ entwickelt, bei welchem die Spontanreaktionen auf eine Liste von (später stets 100) Reizwörtern notiert werden (siehe auch den Abschnitt Entdeckung des Unbewussten). Aus semantisch, im Gefühlston oder anderweitig (v. a. durch stark verzögerte Reaktionszeiten) auffälligen Reaktionen schloss Jung auf dahinter stehende (gefühlsbetonte) Komplexe als Strukturelemente der unbewussten Psyche. Jung sah die im Assoziationsexperiment erschlossen Komplexe auch als Ursache für die Widerstände und Verdrängungsmechanismen in der Psychoanalyse nach Freud. Die „Komplexkonstellationen“ der Menschen zeigten demnach die Struktur ihres Unbewussten, die jedoch, entsprechend Jungs späterer theoretischer Differenzierung, teils aus biografisch erworbenen Komplexen (z. B. aufgrund bestimmter familiärer Situationen, Liebesgeschichten, Verletzungen), teils aufgrund archetypischer Hintergründe (z. B. Vater-/Mutterkomplex oder religiöse Vorstellungen) in persönlicher Ausprägung basieren.

#### Kollektives Unbewusstes mit archetypischen Strukturen
Jungs Konzept des „Kollektiven Unbewussten“ hat eine Schnittmenge zu der Freud’schen Annahme von Inhalten des ES, die der Menschheit, weil angeboren, allgemein oder eben kollektiv wären – siehe u. a. die berühmten „phallischen Symbole“ bei Freud und die Diskussionen des Lingam-Symbols bei Jung. Konsequenter noch als Freud die „archaische Erbschaft“ sah Jung das kollektive Unbewusste als Essenz von Erfahrungen an, die die Menschheit während ihrer Evolution verinnerlicht habe – und die zugleich als Strukturgrundlage heutiger seelischer Erfahrung und Verhaltensmuster wirkten (Referenzen im Hauptartikel zum kollektiven Unbewussten). Daher sah Jung in der Bewusstwerdung von Inhalten des kollektiven Unbewussten auch einen kulturrelevanten Prozess: „Die symbolerzeugende Funktion unserer Träume stellt einen Versuch dar, unseren ursprünglichen Geist dem Bewußtsein zuzuführen, wo er nie zuvor gewesen ist und sich nie kritischer Selbstbetrachtung ausgesetzt hat. Man ist dieser Geist zwar gewesen, aber man hat ihn nie gekannt.“
Das kollektive Unbewusste enthält, so Jungs These, als Strukturdominanten die von ihm 1919 beschriebenen Archetypen. Archetypen zeigen sich in formalen Strukturen der Anschauung und des Erlebens wie auch in den zugehörigen Emotionen und sie sind interkulturell anzutreffen. Archetypen sind aber nicht an sich erkennbar, sondern nur hypothetisch aus typischen Mustern archetypischer Bilder und Erfahrungen erschließbar. Auch die menschliche Persönlichkeitsstruktur hat archetypische Grundlagen, zu denen gehören: Animus und Anima (männlich bei Frauen bzw. weiblich bei Männern erscheinende Inhalte des Unbewussten), Schatten (dem Selbstbild des Ich widersprechende, oft auch sozial unerwünschte und deswegen unterdrückte Züge der Persönlichkeit) sowie der alte Weise und die alte Weise als eine von vielen Symbolgruppen des Selbst, Ausdruck der Ganzheit und 'Mitte' der Psyche. Archetypen sind eines jeden Individuums präexistente unbewusste psychische Strukturgrundlagen, welche die Entwicklung der Persönlichkeit und ihrer Vorstellungen ebenso prägen wie äußere Einflüsse. Ein menschliches Bewusstsein taucht aus dem (kollektiven) Unbewussten auf und seine Subjektivität entsteht durch einen Prozess fortschreitender Integration unbewusster Inhalte zu seinem Bewusstsein und seiner Ich-Persönlichkeit, was Jung als Prozess der Individuation bezeichnete.
Jungs Konzeption des kollektiven Unbewussten mit zugehörigem Konzept der Archetypen als in diesem enthaltene Strukturen erweitern den Inhalt des Unbewussten um Elemente, die traditionell mythologisch bzw. religiös erscheinen. Aufgrund dieser theoretischen Assimilation von Glaubensinhalten durch die Psychologie des Unbewussten hielt er es stets für notwendig, darauf hinzuweisen, dass er keine Aussagen religiöser Natur zu treffen beabsichtige, sondern sich lediglich als Psychologe äußere.
Während Freud die Konstitution des Unbewussten tendenziell eher biographisch, durch Urverdrängung in der Ontogenese des Individuums zu begründen sucht und der Annahme ererbter Inhalte eher skeptisch gegenübersteht, ist es nach Jung geradezu geprägt durch phylogenetische Erfahrung. Ein bedeutsames Mittelglied zwischen beiden Auffassungen bieten – neben der genannten Urverdrängung und dem Ödipuskomplex – Freudsche Benennungen wie Urphantasie oder Urszene, in denen zentrale Erlebnisinhalte der psychosexuellen Entwicklung im Rahmen der Triebtheorie zu überindividuellen, phylogenetisch verankerten Konstanten des Unbewussten erklärt werden. Als solchen ist ihre Wirksamkeit im (ererbten) Triebleben begründet und daher vorrangig und unabhängig von konkreten Ereignissen der Lebensgeschichte zu betrachten. Im Gegensatz zu Freud umfasst das Unbewusste bei Jung jedoch auch Inhalte nicht-triebhafter (verdrängter oder abgewehrter) Natur.

### Alfred Adler
Die von Alfred Adler entwickelte „Individualpsychologie“ unterscheidet sich von der Psychoanalyse grundlegend durch ihre pragmatische Theorie mit der Betonung der Unteilbarkeit des Individuums und der teleologischen und sozialen Orientierung des Menschen. Mit Freud nahm Adler jedoch an, dass die frühkindlich erlebten Situationen den Lebensstil des Erwachsenen unbewusst beeinflussen. Adlers Lehre hat die Neopsychoanalyse stark mitgeprägt.

### Erich Fromm
Der deutsch-amerikanische Psychoanalytiker, Sozialpsychologe und Philosoph Erich Fromm prägte den Begriff des „gesellschaftlich Unbewussten“. Damit machte er darauf aufmerksam, dass es nicht nur bewusste Gemeinsamkeiten sind, die die Menschen einer Gesellschaft miteinander verbinden.

„Das andere Verbindungsglied ist die Tatsache, dass eine jede Gesellschaft bestimmt, welche Gedanken und Gefühle ins Bewusstsein gelangen dürfen und welche unbewusst bleiben müssen. Genauso wie es einen Gesellschafts-Charakter gibt, gibt es auch ein „gesellschaftliches Unbewusstes“. Dieses bildet sich durch die gemeinsame Verdrängung etwa von Aggressivität, Aufbegehren, Abhängigkeit, Einsamkeit, Kummer und Langeweile, die dadurch als eigene Impulse unbewusst bleiben und durch Ideologien ersetzt werden.“

Er kritisierte, dass mit „Das Unbewußte“ eine Eigenschaft (Adjektiv „unbewußt“) zu einem Ding (Substantiv) gemacht werde, noch dazu zu einer „geheimnisvollen“ Sache. So werde etwas ganz Alltägliches, wie etwa eine unbewusste Wahrnehmung oder eine unbewusste Reaktion, vom Psychoanalytiker in seiner Phantasie mit einem unheimlichen Apparat in Verbindung gebracht.

„Der Begriff „das Unbewusste“ ist tatsächlich irreführend, […] Etwas wie das Unbewusste gibt es nicht; es gibt nur Erfahrungen, deren wir uns bewusst sind, und andere, deren wir uns nicht bewusst sind, das heißt, die uns unbewusst sind. Wenn ich einen Menschen hasse, weil ich vor ihm Angst habe, und wenn ich mir dann meines Hasses, aber nicht meiner Angst vor ihm bewusst bin, so können wir sagen, dass mein Hass bewusst und meine Angst unbewusst ist. Trotzdem aber ruht meine Angst nicht an jenem geheimnisvollen Ort: „dem“ Unbewussten.“

### Jacques Lacan
Der französische Psychoanalytiker Jacques Lacan, der für die Entwicklung der Psychoanalyse in Frankreich eine zentrale Rolle spielte, widmete sich einer erneuten Lektüre der Schriften Freuds im Lichte der strukturalistischen Methode. Lacan betonte, auch vor dem Hintergrund der Freud’schen Theorie der Fehlleistung und des Witzes, dass das Unbewusste „wie eine Sprache“ strukturiert sei. Die Arbeit des Unbewussten erfolge nach linguistischen Gesetzen wie Metapher und Metonymie, Ersetzung und Verschiebung. Die entsprechenden Elemente des psychischen Geschehens nannte er Signifikanten, jedoch spiele neben dem sprachähnlich strukturierten Feld des Symbolischen auch das Imaginäre und das Reale eine zentrale Rolle im psychischen Apparat. Die eigentliche Strukturierungsleistung, und auch die psychoanalytische Kur, vollziehe sich aber auf dem Feld des Sprechens. Lacans Weiterentwicklung war vor allem für den Poststrukturalismus von prägender Bedeutung.

### Werner Bohleber
Werner Bohleber, von 2000 bis 2002 Vorsitzender der Deutschen Psychoanalytischen Vereinigung (DPV) und von 1997 bis 2017 Herausgeber der Zeitschrift Psyche, bezeichnete das Unbewusste 2013 in einem Editorial als ein „abstraktes Konzept, das wir immer nur erschließen, nie empirisch direkt erfassen können“. Er legte im Jahr 2017 vier „Konzeptualisierungen des Unbewussten“ vor. Ralf Zwiebel fasste die Positionen Bohlebers wie folgt zusammen: Das „dynamische Unbewusste (was üblicherweise auch mit dem Verdrängten gleichgesetzt wird), das nicht-verdrängte Unbewusste (wie etwa die impliziten Beziehungsmuster aus der frühen Kindheit, wie sie im prozeduralen Gedächtnis kodiert sind), das traumatisch-dissoziierte Unbewusste (bei dem abgespaltene, traumatische Erfahrungen bei entsprechenden Triggern wieder aktiviert werden können) und das kreative Unbewusste (das vor allem in seiner schöpferischen Potenz gesehen wird)“. Auch Otto Kernberg fasste Bohlebers Position zusammen, die dieser 2019 im gemeinsamen Sammelband erneut niederlegte. Bohleber verbinde „die zeitgenössischen neurokognitiven Konzepte des episodisch-deklarativen und des implizit-prozeduralen Gedächtnisses unter Anerkennung der Tatsache, dass unbewusstes Lernen und die Etablierung nicht-konflikthafter Verhaltensmuster unterschieden werden müssen vom Dynamischen Unbewussten (konflikthaft determiniert) als unbewusster Verhaltensmotivation“.

## Begriffsverwendung in verschiedenen Bereichen

### Tiefenpsychologie
Freuds Grundannahme, dass durch automatische, zumeist unbewusste Abwehrmechanismen Gedanken oder Impulse, welche Angst auslösen, aus dem Bewusstsein verdrängt werden, und unbewusst weiter wirken und sich als Krankheitssymptome ausdrücken können, wird von allen tiefenpsychologischen Schulrichtungen vertreten.
Somatische Aspekte des Unbewussten erkannte und studierte Freud seinerzeit noch weniger als die offensichtlicher zurückführbaren Kopplungen an Charakter und Verhalten. In der Körperpsychotherapie wird angenommen, dass sich das Unbewusste körperlich auswirken kann.
Stark gewandelt haben sich die Annahmen über die Inhalte des Unbewussten in den psychodynamischen Theorien. Die Verdrängung sexueller Impulse hat heute lange nicht mehr die Bedeutung wie in der ersten Hälfte des 20. Jahrhunderts. Die psychodynamischen Theorien haben ihre stärksten Erweiterungen durch Forschungen in der Entwicklungspsychologie und durch die Psychotraumatologie erfahren. Heute arbeitet die Psychoanalyse nach wie vor mit einem Mehrpersonen-Modell der psychischen Entwicklung.
Empirische Forschungen an Säuglingen und Kleinkindern und ihren Interaktionen mit den Müttern legten nahe, dass sich in frühen Bindungserfahrungen ein Selbstbild entwickelt, welches aus einer Verbindung sensorischer Erinnerungen mit körperlichen und emotionalen Erlebnissen entsteht. Solche sensorischen Erinnerungen sind später vom kognitiven Bewusstsein kaum zugänglich und beeinflussen gerade deshalb Erleben und Verhalten.

### Kognitionspsychologie
Auch die Kognitionspsychologie verwendet die Bezeichnung unbewusst: „Viele kognitive Psychologen bestätigen inzwischen Freuds Ansicht, wonach ein großer Teil des menschlichen Verhaltens durch unbewusste Prozesse determiniert wird.“ Allerdings nehmen die meisten Kognitionspsychologen lediglich an, dass uns viele kognitive Prozesse oder Wahrnehmungen nicht bewusst sind. Die Freud’sche Konzeption eines Es als Instanz für verdrängte Triebe und Bedürfnisse lehnen sie in der Regel genauso ab, wie das schon in der Gestaltpsychologie der Fall war.

### Neurowissenschaft
Die wissenschaftliche Diskussion über unbewusste Vorgänge im Gehirn wurde seit der Jahrtausendwende vor allem von den empirischen neurowissenschaftlichen Studien von Antonio Damasio sowie durch neurobiologische Forschungsergebnisse, die durch die neuen bildgebenden Verfahren in der Hirnforschung möglich wurden, weiterentwickelt. Dabei erfuhren Annahmen über die Bedeutung unbewusster Prozesse für das menschliche Erleben und Verhalten eine starke Aufwertung.
Der von Freud ursprünglich angestrebte biologische Zugang zu unbewussten Prozessen im Gehirn wird jetzt durch die bildgebenden Verfahren teilweise möglich. So formulierten führende Neurowissenschaftler in einem gemeinsamen Manifest: „Wir haben herausgefunden, dass im menschlichen Gehirn neuronale Prozesse und bewusst erlebte geistig-psychische Zustände aufs Engste miteinander zusammenhängen und unbewusste Prozesse bewussten in bestimmter Weise vorausgehen.“
Christof Koch und Heather Berlin verwiesen auf die „zentrale Rolle“, die das Unbewusste in der psychoanalytischen Theorie spiele, erwähnten die Bedeutung von Studien für den Beleg der „Macht des Unbewussten“ und schlugen einen Bogen zu den Anfängen:

„Vor über 100 Jahren wollten Psychoanalytiker wie Sigmund Freud und Pierre Janet ein neues Menschenbild erschaffen. Viele ihrer Ideen halten einer modernen wissenschaftlichen Überprüfung nicht stand. Doch der Einfluss des Unbewussten auf unser Denken und Verhalten ist nicht mehr zu leugnen – und dank der technischen Entwicklung decken Hirnforscher heute Schritt für Schritt die neurobiologischen Mechanismen dahinter auf.“

Im Jahr 2019 gaben Bernhard Haslinger und Bernhard Janta unter dem Titel Der unbewusste Mensch einen kurzen Sammelband mit Vorträgen verschiedener Wissenschaftler heraus, den sie mit dem Untertitel Zwischen Psychoanalyse und neurobiologischer Evidenz in der Schriftenreihe Bibliothek der Psychoanalyse, herausgegeben von dem Psychoanalytiker Hans-Jürgen Wirth, publizierten. Beteiligt waren Vorträge des Nobelpreisträgers Eric Kandel über Kunst und Hirnforschung und des Neurowissenschaftlers Gerhard Roth über Neurobiologische Grundlagen unbewusster Prozesse.

## Kritik

### William James
Der US-amerikanische Psychologe William James analysierte 1890 die Vorstellungen einer Gruppe von Monisten zu bewussten und unbewussten Bewusstseinszuständen. In seinem Hauptwerk The Principles of Psychology (1890) beschrieb er zehn Argumente der Verfechter der Existenz eines separaten „unbewussten Seins des Geisteszustands“ (englisch unconscious being of the mental state) im Menschen und wies jedes einzelne als haltlos zurück. Den Anlass für seine Analyse und Kritik beschrieb James wie folgt:

„The other monists are of less deliquescent frame, and try to break down distinctness among mental states by making a distinction. This sounds paradoxical, but it is only ingenious. The distinction is that between the unconscious and the conscious being of the mental state. It is the sovereign means for believing what one likes in psychology, and of turning what might become a science into a tumbling-ground for whimsies. It has numerous champions, […]“

„Die anderen Monisten wiederum setzen auf einen weniger zerfließenden kognitiven Bezugsrahmen und bemühen sich, die Unterscheidbarkeit zwischen den Geisteszuständen aufzulösen, indem sie eine Unterscheidung vornehmen. Dies klingt paradox, ist aber allzu raffiniert. Unterschieden wird zwischen dem unbewussten und dem bewussten Sein des Geisteszustands. Es stellt das äußerste Mittel dar, um in der Psychologie an das zu glauben was man möchte, und um das, was vielleicht einmal Wissenschaft werden könnte, in einen Tummelplatz für Kindereien zu verwandeln. Es hat zahlreiche Verfechter, […]“

### Jean-Paul Sartre
Jean-Paul Sartre hat als Philosoph des 20. Jahrhunderts und als Hauptvertreter des Existentialismus die freudsche Psychoanalyse in Frage gestellt. In seinem Hauptwerk, Das Sein und das Nichts, das als existentielle Psychoanalyse gesehen werden kann, kritisiert er die Erkenntnisse Freuds über das Unbewusste und bewertet sie als zumindest mangelhaft:

„Und woher ‚käme‘ denn das Bewusstsein, wenn es von irgend etwas ‚kommen‘ könnte?
Aus den Dunkelzonen des Unbewussten? Wie können diese Dunkelzonen existieren und woraus
gewinnen sie ihre Existenz? Wir können absolut nicht mehr verstehen, wie diese nicht-bewussten
Gegebenheiten, die ihre Existenz nicht aus sich selbst gewinnen, fortbestehen und
gleichzeitig nicht die Kraft finden, ein Bewusstsein hervorzubringen.“

## Zitate
- Bernhard Haslinger, Psychoanalytiker, Gruppenpsychotherapeut und 2017 Mitorganisator eines interdisziplinären, wissenschaftlich-künstlerischen Symposions an der Berliner Charité: „Unbewusste Prozesse betreffen den überwiegenden Teil unseres Fühlens, Denkens und Handelns. Sie beeinflussen unsere Beziehungen, Entscheidungen und Lebenspläne und regen kreative Prozesse an, die besonders auch in Kunst und Musik ihren Ausdruck finden können. Ein Kunstwerk selbst verkörpert ein intersubjektives Kommunikationsmedium zwischen Künstler und Betrachter und wirkt, abgesehen vom intellektuell rationalen Aspekt, von Unbewusst zu Unbewusst. Das Phänomen des Unbewussten hat viele Dimensionen und um die Komplexität des Themas zu erfassen, sind vielfältige Zugangswege vonnöten.“[54]